# Abbaye de Staffarda
L'abbaye Sainte-Marie de Staffarda (en italien Santa Maria di Staffarda), située dans la commune de Revello, province de Coni, est l'un des grands monuments médiévaux du Piémont ; elle est demeurée en grande partie telle qu'elle était au moment de son apogée.

## Histoire
Dans l'espace de peu de temps, au cours du XIIe siècle, La Ferté, première des quatre abbayes filles de Cîteaux (avec Pontigny, Clairvaux et Morimond), qui jouèrent un rôle de première importance dans l’organisation de l’ordre cistercien, essaima dans la zone piémontaise, donnant naissance à quatre abbayes : Lucedio, Staffarda, Casanova (à Carmagnole) et Rivalta (à Tortone).
Il est attesté que la construction de l'abbaye commença dans les années 1140 sur des terrains donnés au début du XIIe siècle par Manfred Ier, marquis de Saluces, à l'ordre cistercien.
Le 18 août 1690 son territoire fut le théâtre de la sanglante bataille de Staffarda ; les bâtiments de l'abbaye, en particulier le cloître et le réfectoire, furent endommagés.
En 1750 l'abbaye, passée en commende depuis plusieurs siècles, fut sécularisée et attribuée par une bulle du pape Benoît XIV à l'ordre des Saints-Maurice-et-Lazare.

## Architecture
L'ensemble des édifices de l'abbaye de Staffarda présente un agencement quelque peu complexe, fortement modifié au cours des siècles. En dehors des bâtiments à usage agricole, les plus remarquables sont la grande porte fortifiée dans l'enceinte des XIIIe et XIVe siècles, la halle aux grains, un édifice désigné comme l'hôtellerie, à deux nefs voûtées en ogive, le cloître et la salle capitulaire, le réfectoire, le dortoir (du XIVe siècle), l'église avec son clocher (du XIVe siècle, édifié en contradiction avec les prescriptions cisterciennes qui en défendaient l'érection) et la sacristie.
L'église a un plan à trois nefs, avec un faux transept et une abside semi-circulaire orientée à l'est ; elle est flanquée au sud par le cloître en partie conservé, et reconstruit du côté occidental.

## Mobilier
L'abbatiale conserve quelques restes d'un mobilier de la fin du Moyen Âge et de la Renaissance, dont une chaire gothique, une Crucifixion avec saint Jean et la Vierge sculptés dans le bois (vers 1530), le retable du maître-autel, avec une peinture d'Oddone Pascale (it) et des sculptures en bois polychrome, exécutés dans les années 1531-1533, l'autel du XVIe siècle et un retable en bois daté de 1525, avec d'élégants candélabres de bois du sculpteur Agostino Nigra di Cavallermagiore, visibles dans l'abside de gauche.
Les stalles de l'abbatiale, de style gothique tardif, ont été, au vu de leur valeur artistique et de leur dégradation rapide depuis la sécularisation de Staffarda, enlevées en 1846 sur ordre du roi de Sardaigne Charles-Albert pour être replacées dans l'église paroissiale Saint-Victor de Pollenzo, où elles se trouvent encore.

## Abbés

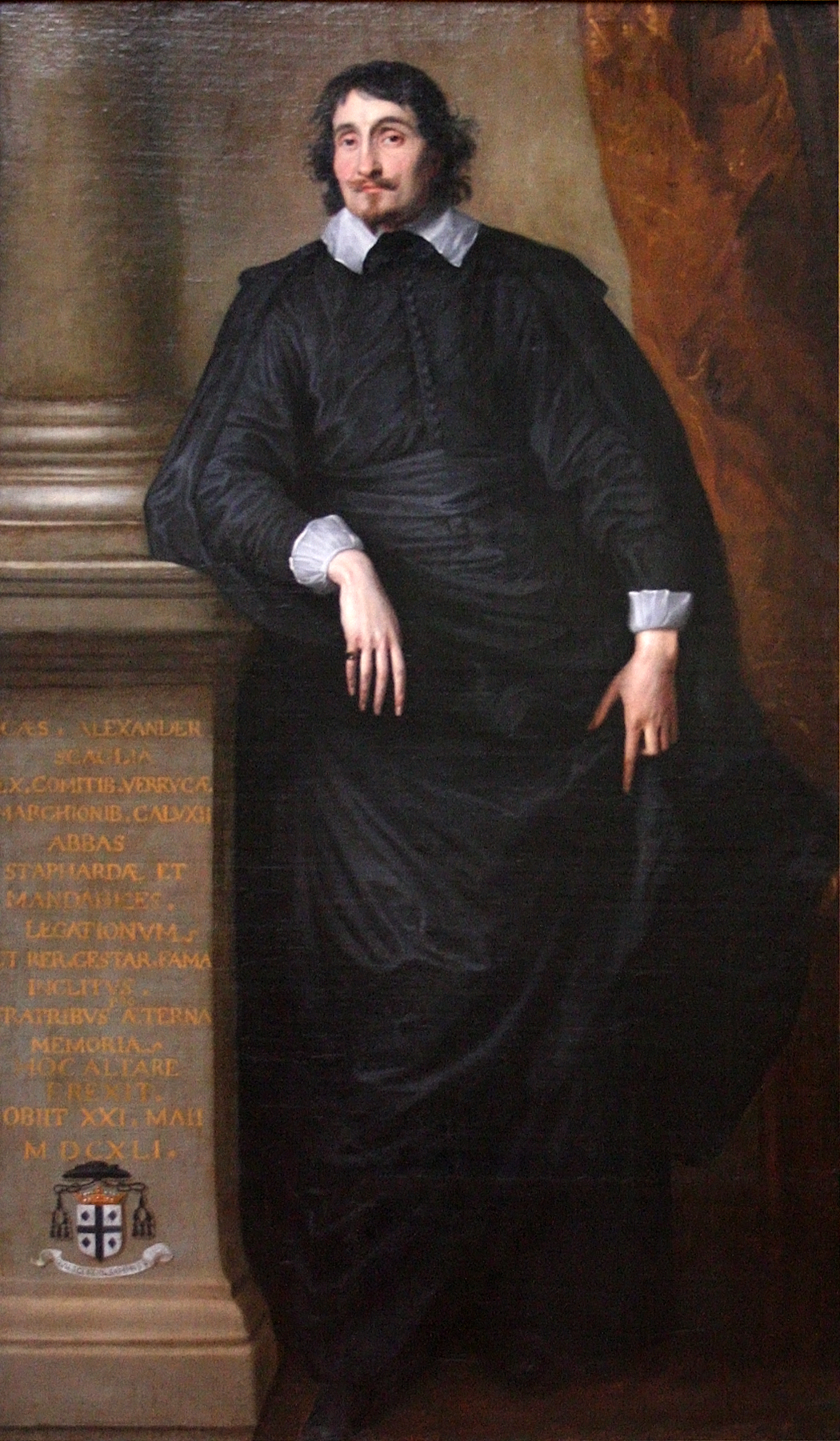
Caesar Alexander Scaglia
abbé de Staffarda, 1634
par Anton van Dyck
musée royal des beaux-arts d'Anvers

François de Savoie (1454-1490) et les cardinaux Laurent Strozzi (1513-1571) et Maurice de Savoie (1593-1657) furent abbés commendataires de Staffarda.

## Photographies

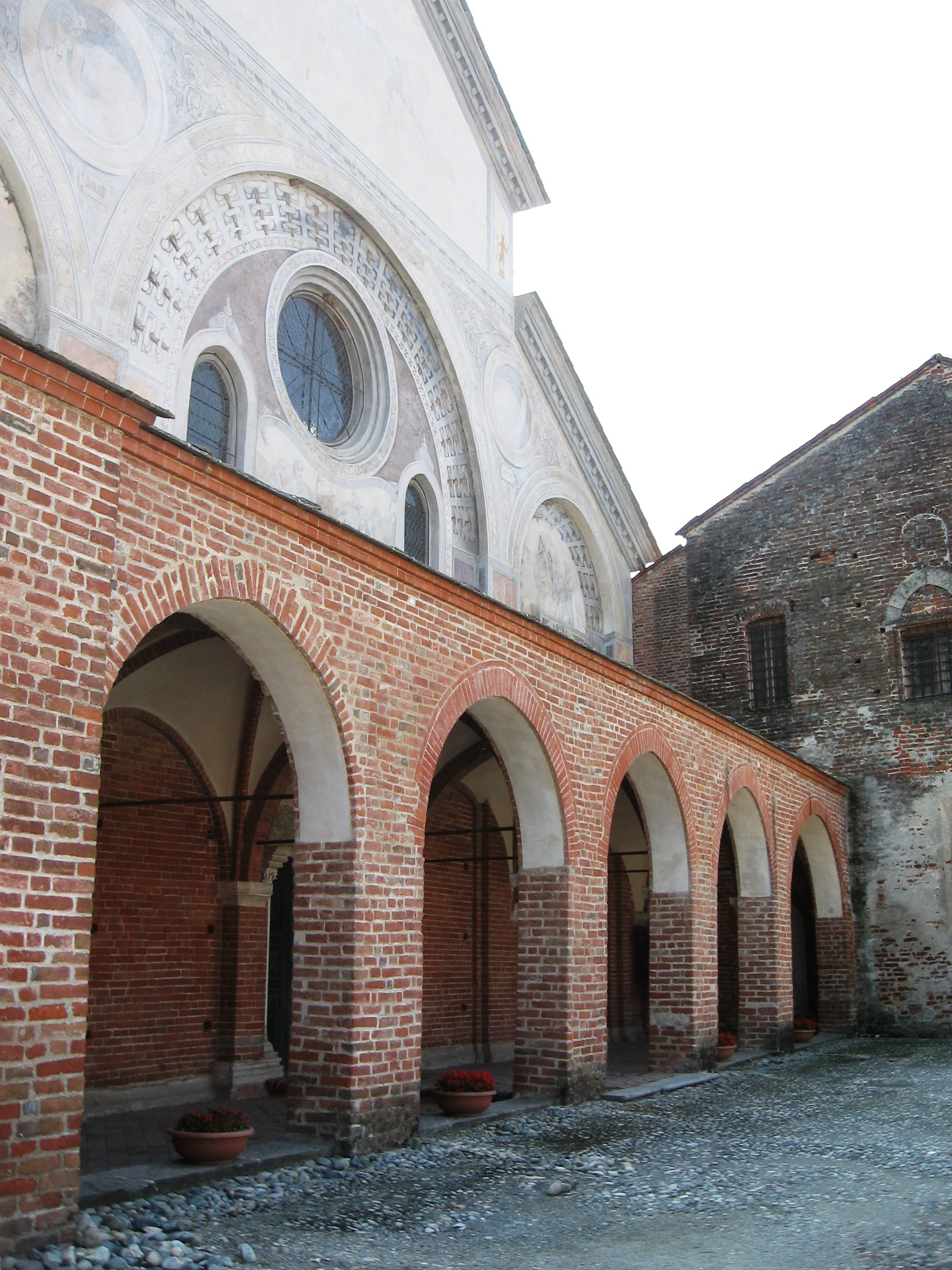
Façade de l'église abbatiale.
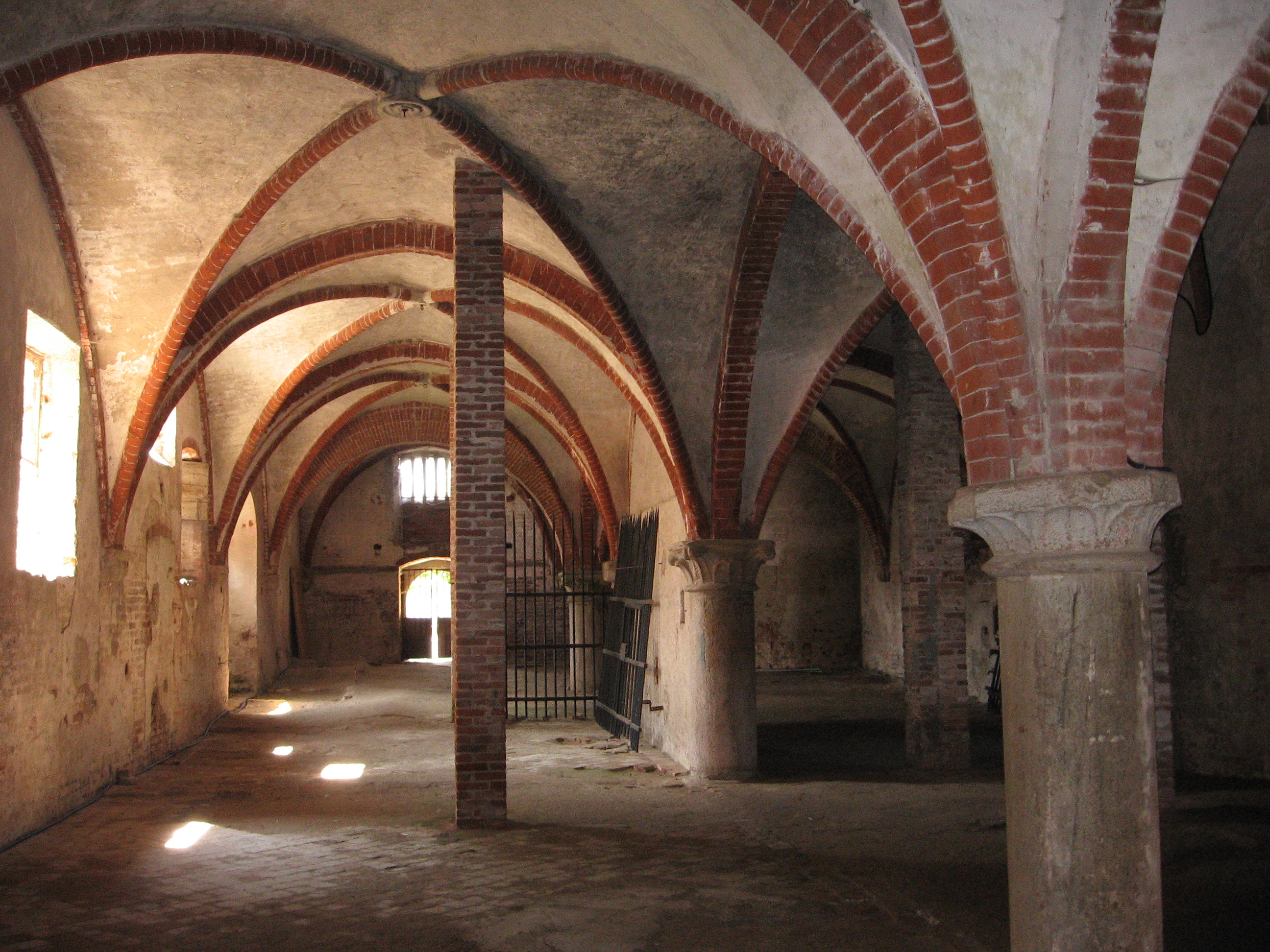
Le laboratoire des moines. Les piliers quadrangulaires ont été ajoutés au XIXe s. pour consolider la voûte.
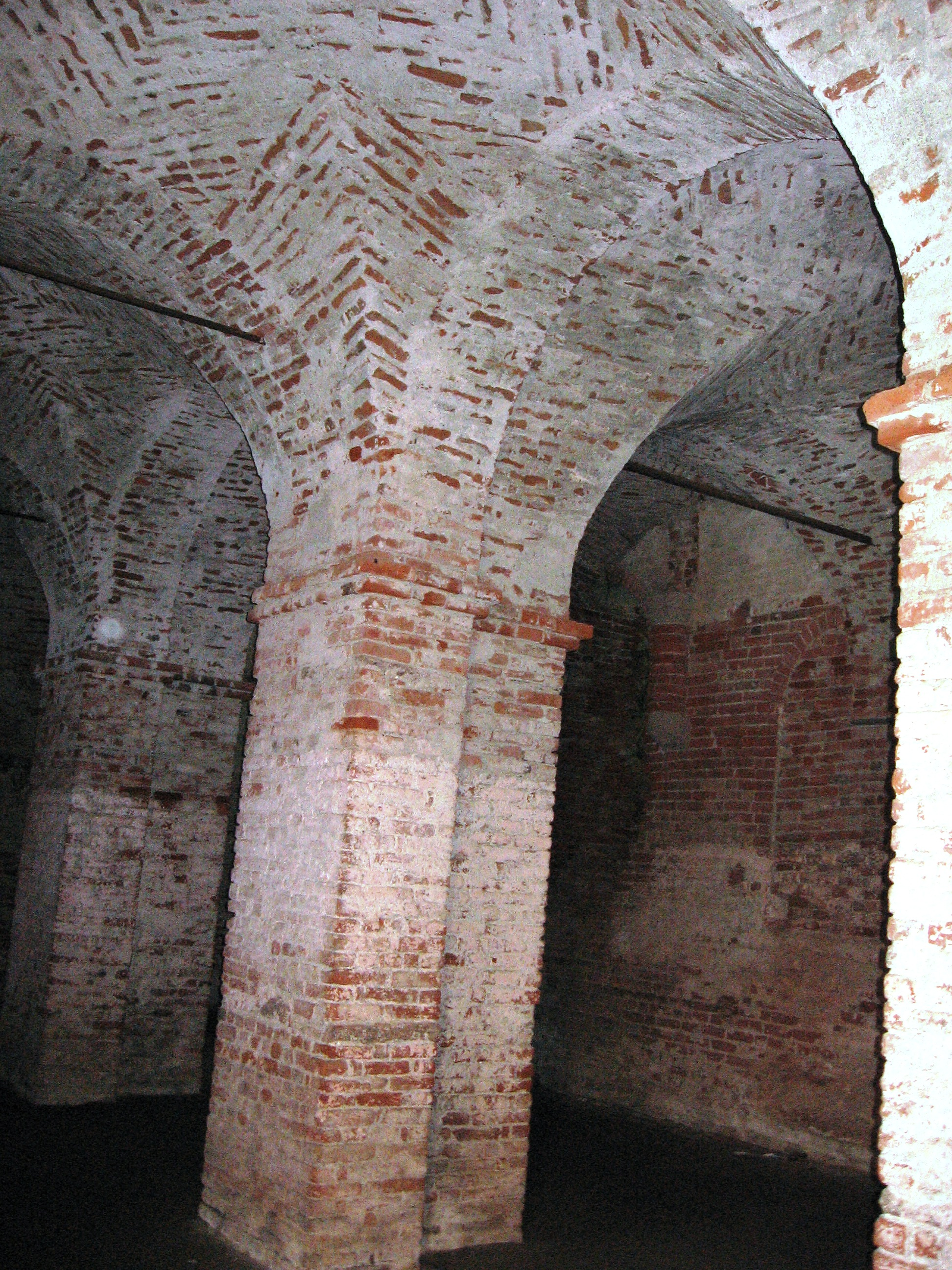
Intérieur du réfectoire des moines.
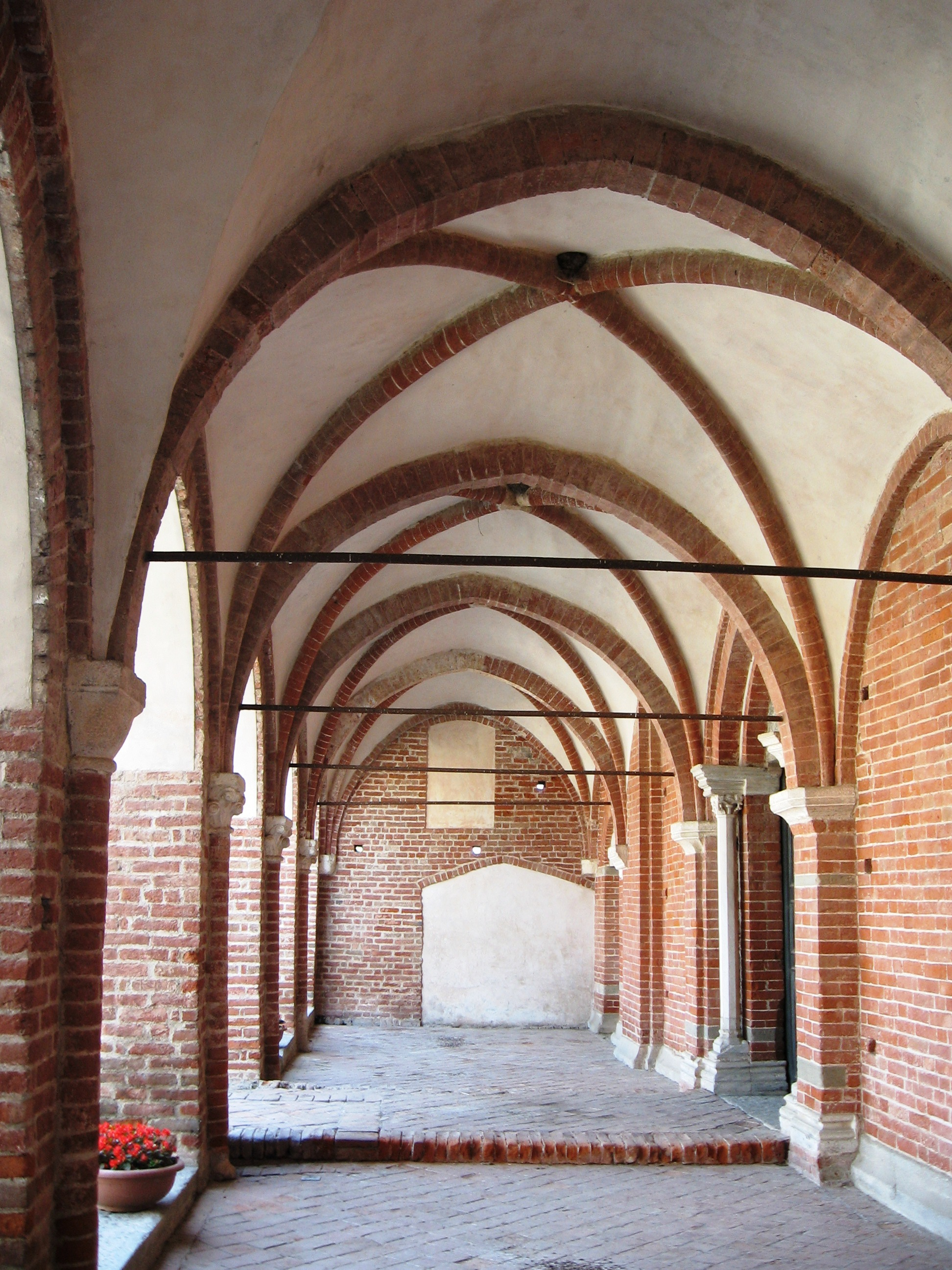
Une galerie du cloître.
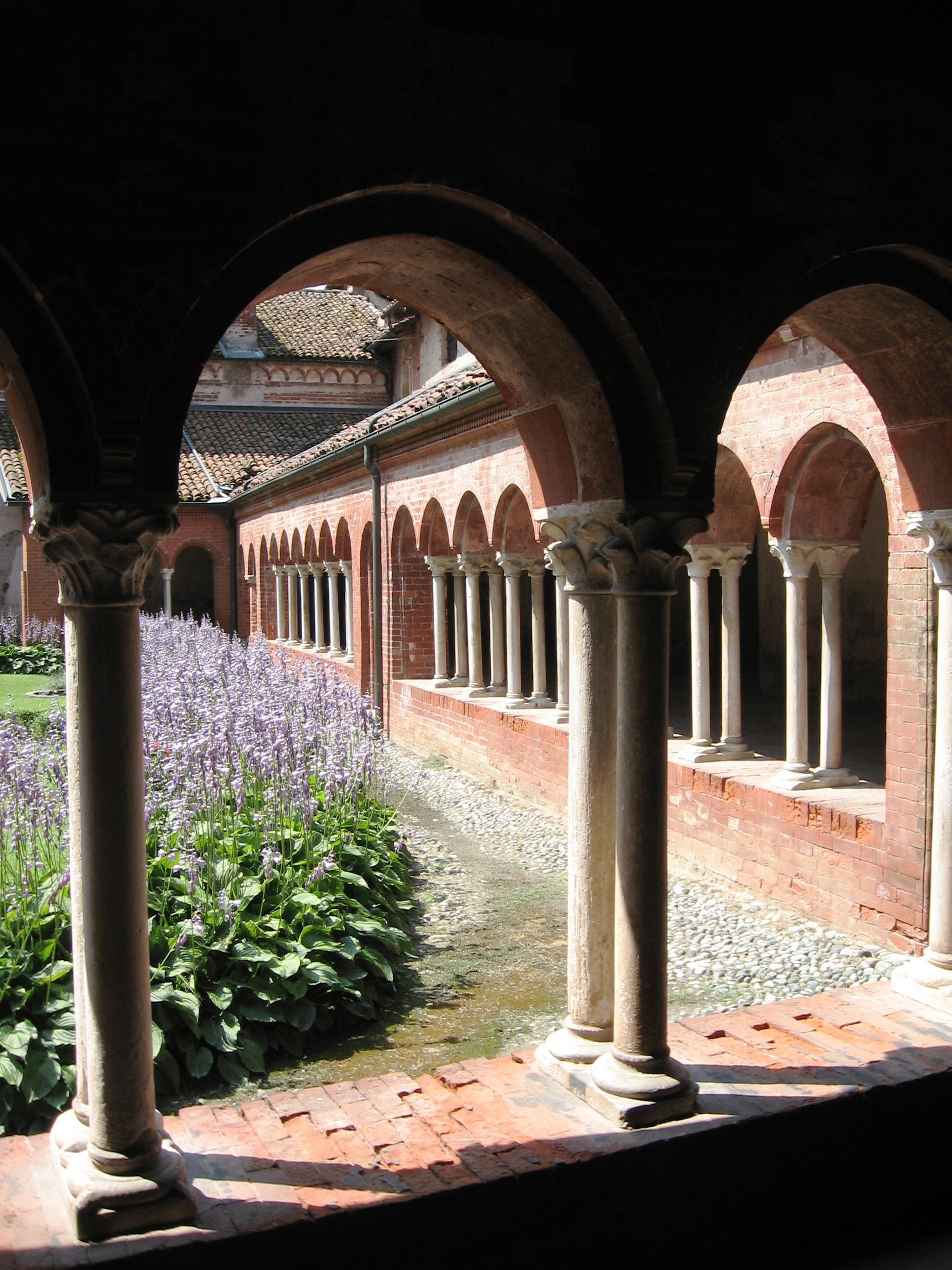
Un angle du cloître.
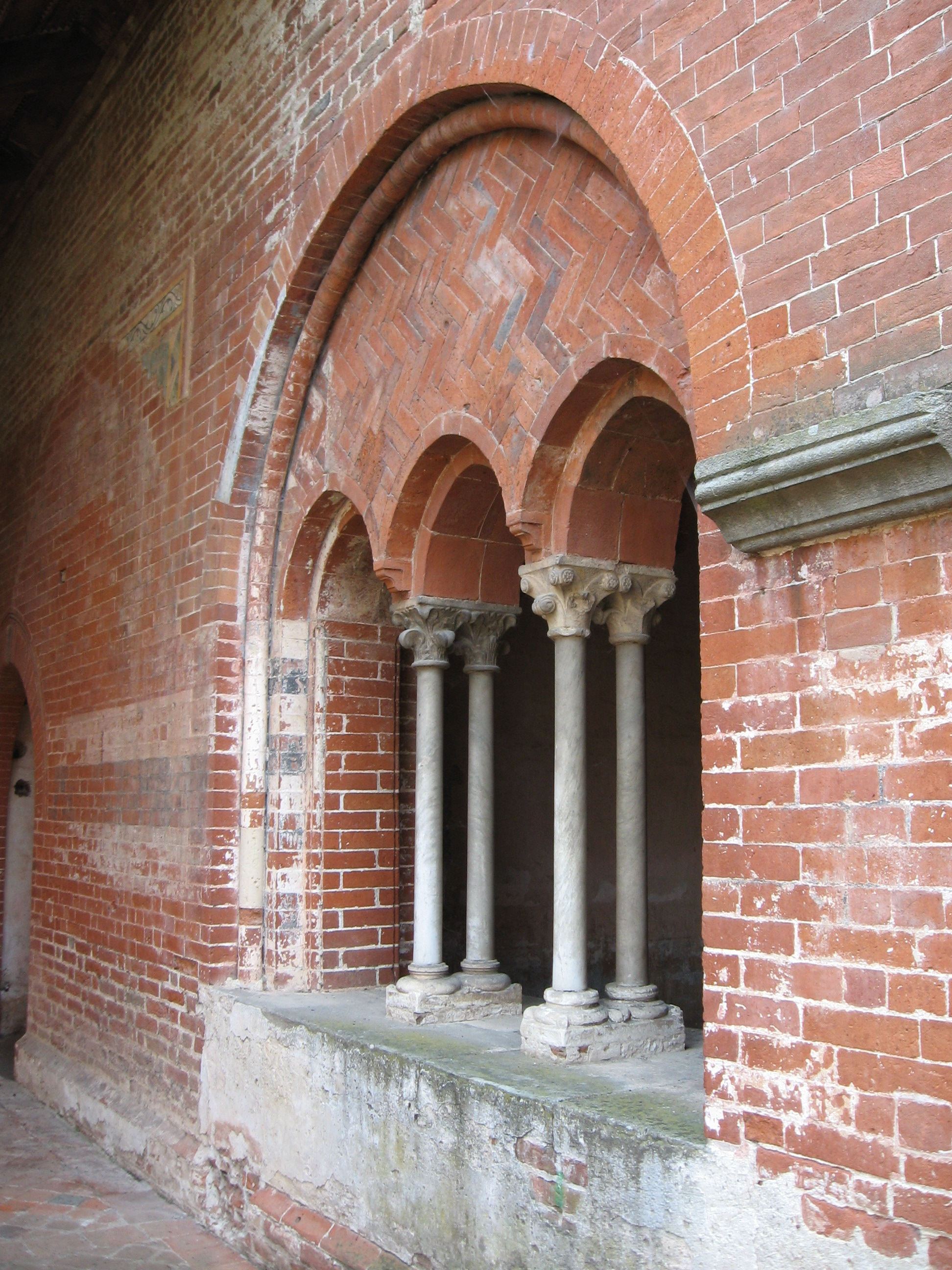
Baie de la salle capitulaire.
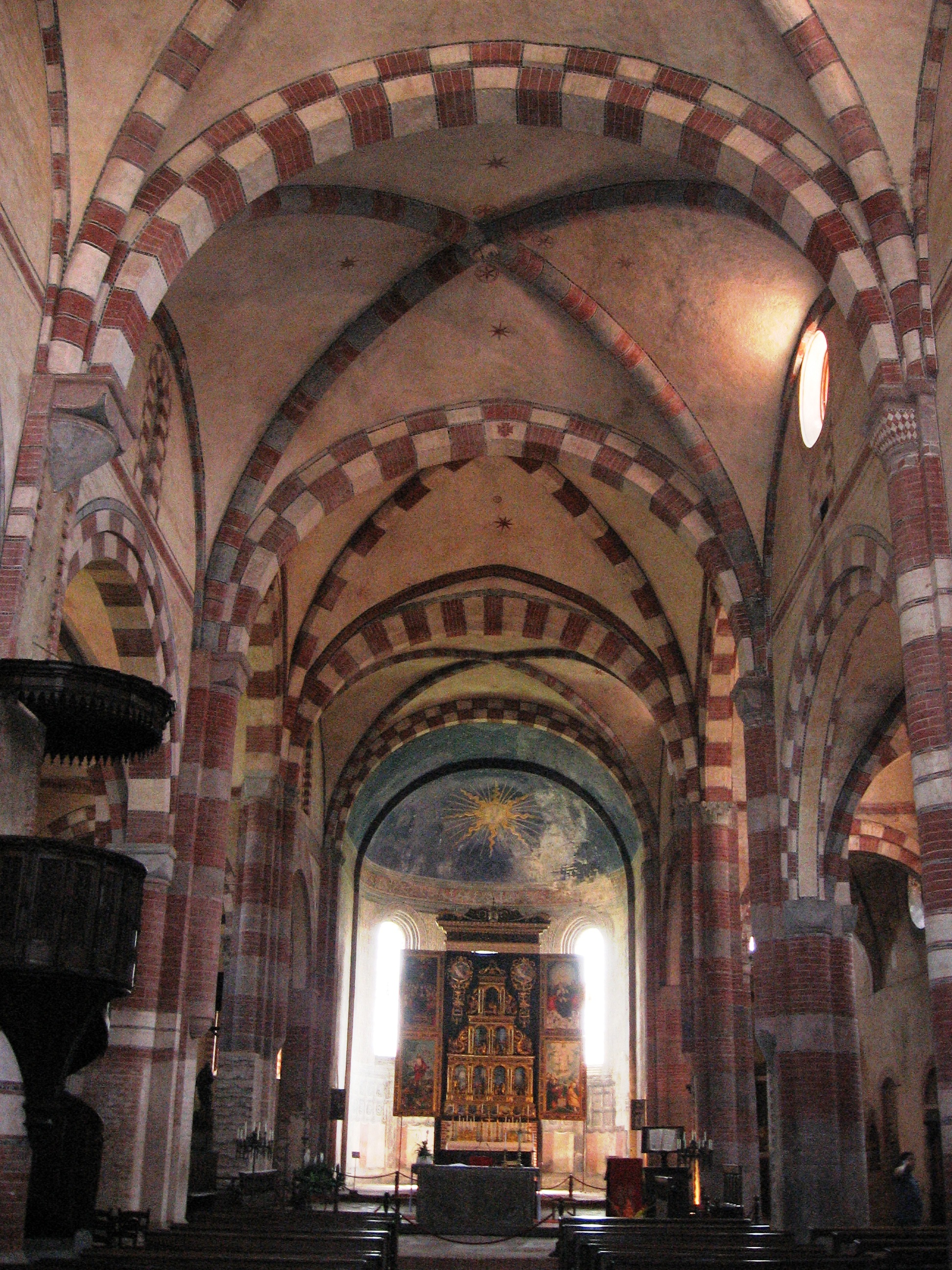
Nef centrale de l'abbatiale ; arcs romans et voûtes gothiques.
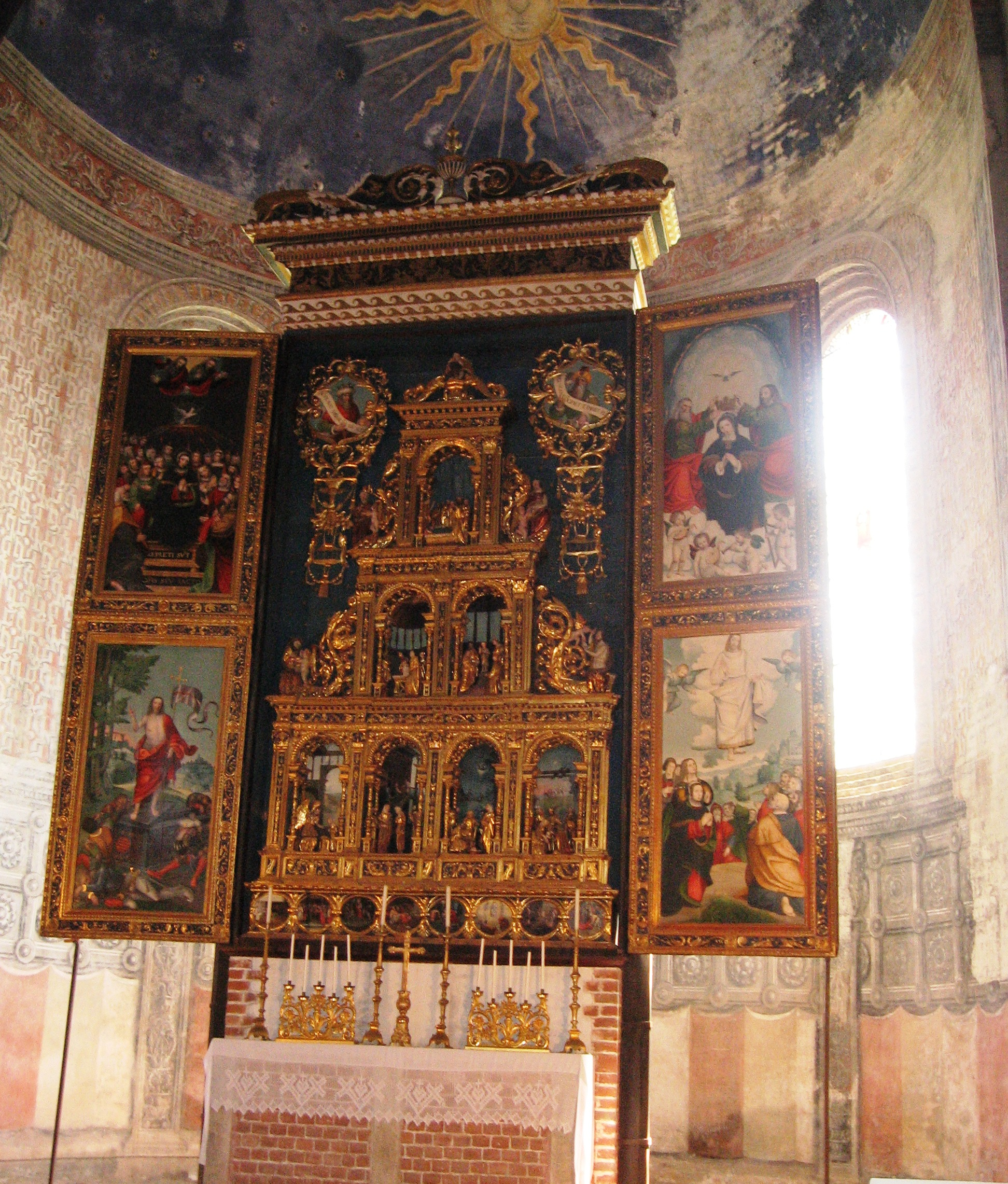
Polyptyque du maître-autel (1531-1533), peinture d'Oddone Pascale et statues dorées et polychromes.
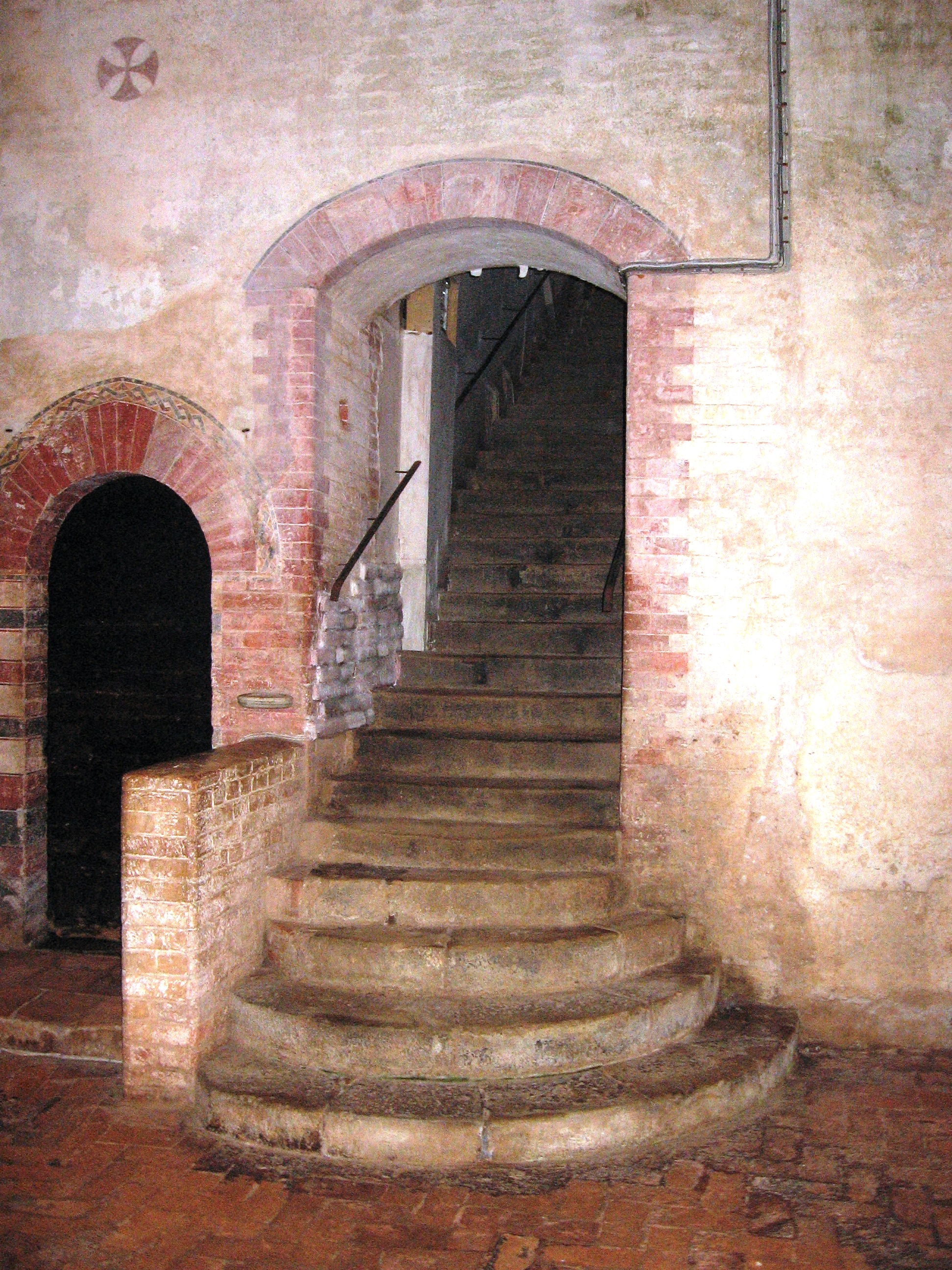
Accès à la tribune de l'église.

## Source
- (it) Cet article est partiellement ou en totalité issu de l’article de Wikipédia en italien intitulé « Abbazia di Santa Maria di Staffarda » (voir la liste des auteurs).